# Le Mesnil-Rogues
Le Mesnil-Rogues ist eine Ortschaft und eine ehemalige französische Gemeinde mit 176 Einwohnern (Stand 1. Januar 2022) im Département Manche in der Region Normandie. Sie gehörte zum Arrondissement Coutances und zum Kanton Quettreville-sur-Sienne.
Mit Wirkung vom 1. Januar 2019 wurden die ehemaligen Gemeinden Gavray, Le Mesnil-Amand, Le Mesnil-Rogues und Sourdeval-les-Bois zur Commune nouvelle Gavray-sur-Sienne zusammengelegt und haben in der neuen Gemeinde den Status einer Commune déléguée. Der Verwaltungssitz befindet sich im Ort Gavray.
Nachbarorte sind La Meurdraquière im Nordwesten, Le Mesnil-Amand im Nordosten, Le Mesnil-Villeman und Beauchamps im Südosten und Équilly im Südwesten.

## Bevölkerungsentwicklung
| Jahr      | 1962 | 1968 | 1975 | 1982 | 1990 | 1999 | 2008 | 2015 |
| --------- | ---- | ---- | ---- | ---- | ---- | ---- | ---- | ---- |
| Einwohner | 222  | 181  | 145  | 144  | 141  | 143  | 162  | 155  |

## Sehenswürdigkeiten

Kirche Saint-Laurent

- Kirche Saint-Laurent